# Fort Wheeling
Fort Wheeling o simplemente Wheelling es el título de una serie de cómic situada en el Estados Unidos colonial, obra del italiano Hugo Pratt.

## Historial de publicación
Wheeling apareció primero en la revista argentina de cómics Misterix en 1962.

## Sinopsis
Patrick Fitzgerald, un aristócrata, y Chris Kenton, son jóvenes soldados en servicio en la frontera de las colonias de la América de Gran Bretaña justo antes de la revolución de Estados Unidos. Durante las guerras francesas e indias se enamoran de la hermosa Mohena, una esclava rescatada de los indios Shawnee.